# Filey

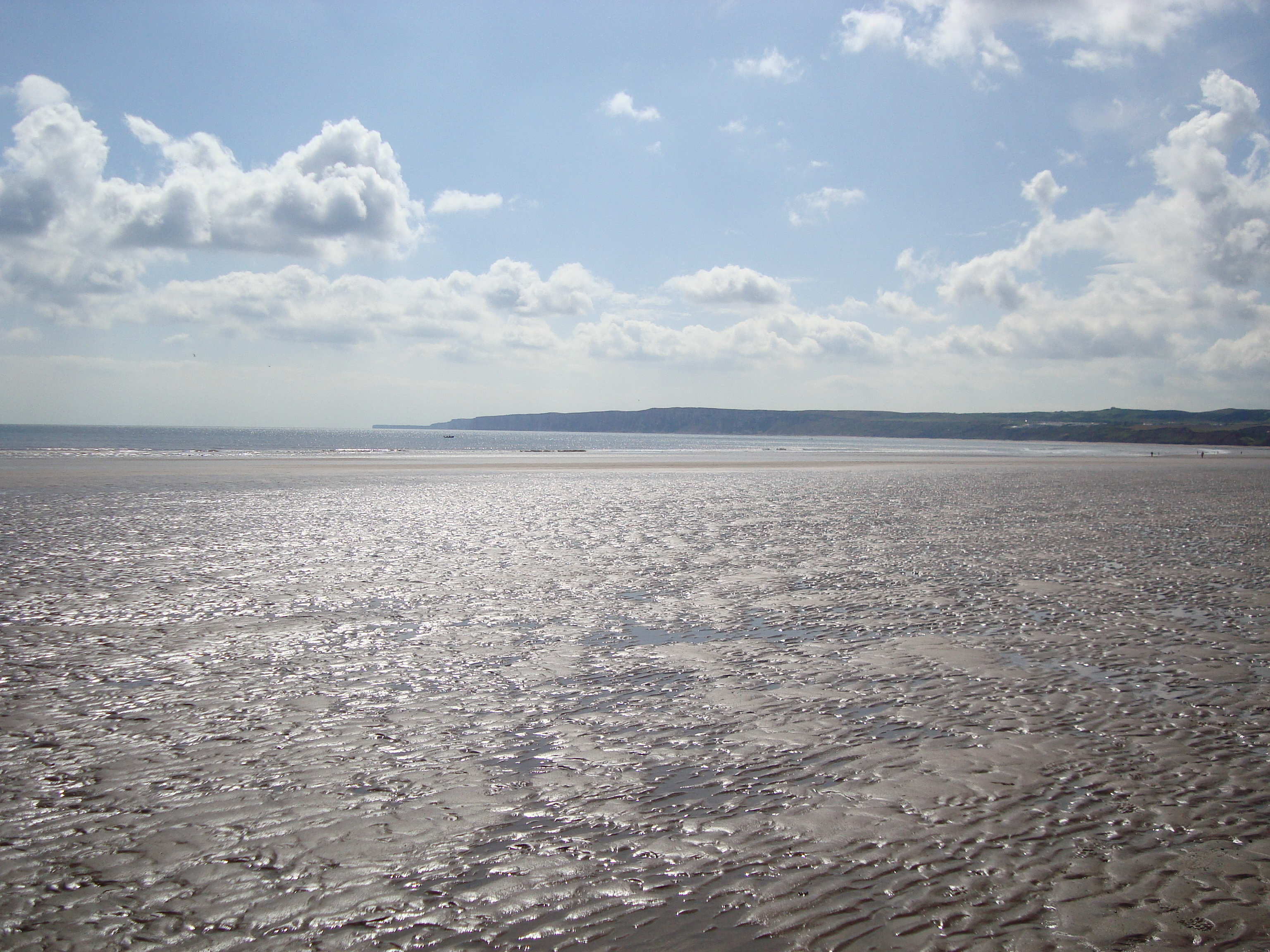
Playa de Filey con marea baja.

Filey es una pequeña población y parroquia en Yorkshire del Norte (Inglaterra). Forma parte del Borough de Scarborough y está entre Scarborough y Bridlington, en la costa del Mar del Norte. Aunque originariamente fue una villa de pescadores, tiene una gran playa, lo que la convierte en un popular sitio turístico, conocido localmente por la calidad de sus puestos de fish and chips. Hasta 1974 fue un distrito urbano del East Riding de Yorkshire.
Según el censo del Reino Unido de 2001, la parroquia de Filey tiene una población de  6.819 habitantes.
Filey dispone de una estación de ferrocarril en la línea de la costa de Yorkshire, entre Hull y Scarborough. La localidad está sufriendo en los tiempos recientes un fuerte desarrollo urbanístico, fruto de varias actuaciones a gran escala. Resulta predecible un fuerte aumento en la población de la parroquia.
En Filey hay dos pozos de los deseos, en los Jardines Crescent. Uno es de apariencia tradicional, y el otro es más pequeño, con una maqueta de hormigón de una iglesia y casas alrededor, con una campana para hacerla sonar al pedir los deseos. El antiguo es un sitio bastante popular entre los turistas, para fotos de familia.
En julio de 2007, Filey sufrió repentinas inundaciones que causaron graves daños en la población, afectando a diversas áreas de la misma.

## Vecinos ilustres
- Leo Blair, padre de Tony Blair, ex-Primer ministro del Reino Unido nació en Filey.
- Fred Pratt Green, un compositor de himnos litúrgicos y sacerdote metodista, empezó su carrera en Filey.
- J. R. R. Tolkien, escritor y filólogo inglés, pasó unas largas vacaciones en Filey en el otoño de 1925, durante las que concibió Roverandom, uno de sus libros infantiles.
- Madge Kendal vivió durante un tiempo, a principios del siglo XX, en la villa "South Crescent" (hoy el hotel White Lodge).